# Franco Bordoni-Bisleri
Franco Bordoni-Bisleri (ur. 10 stycznia 1913 w Mediolanie, zm. 15 września 1975 w Chiavari) – włoski przedsiębiorca, pilot i kierowca wyścigowy, w czasie II wojny światowej jeden z asów myśliwskich, z 19 zestrzeleniami dla Regia Aeronautica. W latach 50. z sukcesami uczestniczył w wyścigach samochodowych.

## Życiorys
Pochodził ze znanej rodziny przemysłowców, produkujących między innymi likier (amaro) o nazwie Ferro-China-Bisleri. Ukończył ekskluzywną szkołę San Carlo College w Mediolanie. Zafascynowany szybkością, uczestniczył w wyścigach samochodowych, próbował również wstąpić do lotnictwa wojskowego (Regia Aeronautica), ale nie został przyjęty ze względu na problemy zdrowotne. W 1936 roku ukończył cywilny kurs pilotażu i rok później został oficerem rezerwy lotnictwa wojskowego. Po roku służby przeszedł do cywila. Ponownie został zmobilizowany w 1940 roku.
W składzie 95. Eskadry 18. Dywizjonu 3. Pułku lotnictwa myśliwskiego (95ª Squadriglia, 18º Gruppo, 3º Stormo C.T.) wziął udział w kampanii francuskiej. Następnie znalazł się ze swoją jednostką w Libii. Latał wówczas dwupłatowym myśliwcem Fiat CR.42. W październiku 1940 został przeniesiony ze swoim dywizjonem do Belgii, w składzie włoskiego korpusu ekspedycyjnego Corpo Aereo Italiano, który wziął krótki udział w bitwie o Anglię. W styczniu 1941 roku powrócił do Afryki Północnej. Pierwsze zwycięstwo powietrzne odniósł 10 marca 1941 roku nad bombowcem Bristol Blenheim, dwa następne w kwietniu i kolejne dwa w czerwcu (trzy Blenheimy i Hawker Hurricane). W drugiej połowie roku 18. dywizjon został przezbrojony na samoloty Macchi MC.200 i przeniesiony do Grecji, gdzie nie dochodziło do walk powietrznych.
Od lipca 1942 roku po raz kolejny uczestniczył w walkach na froncie północnoafrykańskim. Pomiędzy 20 października a 7 listopada zgłosił zestrzelenia siedmiu samolotów przeciwnika (6 P-40 i Boston). 19 listopada odniósł kontuzję w wypadku samochodowym i został odesłany do Włoch. Po długiej rekonwalescencji wrócił do służby liniowej w czerwcu 1943 roku. Latając na nowoczesnym MC.205 Veltro, zestrzelił sześć bombowców B-17 i jednego B-26 nad centralnymi Włochami. Po kapitulacji zakończył służbę wojskową z 19 zwycięstwami powietrznymi na koncie. Był trzykrotnie odznaczony srebrnym Medalem za Męstwo Wojskowe a także niemieckim Krzyżem Żelaznym II klasy.
Po zakończeniu wojny objął szefostwo rodzinnego przedsiębiorstwa, był również aktywnym kierowcą rajdowym. Między innymi w 1950 roku zwyciężył w Coppa Inter-Europa w klasie GT na torze Monza, trzy lata później został rajdowym mistrzem Włoch w klasie samochodów sportowych, zaś w 1957 roku wygrał Grand Prix des Frontières. Zrezygnował z uczestnictwa w rajdach w 1959 roku.
Zginął 15 września 1975 roku w katastrofie pilotowanego przez siebie samolotu SIAI Marchetti F.260, którym wracał wraz z dziesięcioletnim synem i przyjacielem z Rzymu do Mediolanu po audiencji u papieża Pawła VI. W burzy rozbił się o zbocze Monte Anchetta w Apeninach, w pobliżu miejscowości Chiavari. Nikt z obecnych na pokładzie nie przeżył.